# Aphthona venustula
Aphthona venustula är en skalbaggsart som beskrevs av Kutschera 1861. Aphthona venustula ingår i släktet Aphthona, och familjen bladbaggar. Arten har ej påträffats i Sverige.